# اندری ویچیژانن
اندری ویچیژانن (اوکراینی: Андрій Юрійович Вичіжанін؛ زادهٔ ۱۸ اوت ۱۹۹۹) بازیکن فوتبال است.